# Furcantenna yangi
Furcantenna yangi — вид повисюхових мух з підродини Microdontinae.

## Опис
Невеликі мухи міцної будови, мімікрують під бджіл. Довжина тіла 9 мм, крил — 11 мм. Голова значно ширша за груди. Антени значно довші за висоту голови. Задня частина передньосспинки волохата. Задні гомілки та лапки розширені. Черевце овальне.
Представники Furcantenna схожі з родом Schizoceratomyia. Вони відрізняються один від одного формою скутеллюму, який розділений на дві частки глибоким швом в середині задньої частини в Furcantenna.
Описано тільки самців. Личинки населяють мурашники, де збирають падло.

## Поширення
Знайдений у Китаї, у Гуансі-Чжуанському автономному районі, у горах. Близький вид знайдений у Непалі.